# UHC Alligator Malans
UHC Alligator Malans je východošvýcarský florbalový klub. Založen byl v roce 1986.
Klub má mužské zastoupení v nejvyšší švýcarské florbalové soutěži Unihockey Prime League. Tým získal švýcarský mistrovský titul v letech 1997, 1999, 2002, 2006 a 2013.

## Známí hráči
- Martin Ostřanský (2007–2015)
- Vojtěch Skalík (2013–2015)

## Známí trenéři
- Petri Kettunen (2000–?)